# 31 червня (фільм)
«31 червня» (рос. «31 июня») — російський радянський двосерійний телевізійний мюзикл в жанрі фентезі за мотивами однойменної повісті англійського письменника Джона Бойнтона Прістлі, знятий в 1978 році. Робота над фільмом є однією з найзначніших робіт в творчості режисера Леоніда Квініхідзе і композитора Олександра Зацепіна.
Прем'єра фільму відбулася 31 грудня 1978.

## У ролях
- Наталія Трубнікова — принцеса Мелісента (вокал Тетяна Анциферова)
- Микола Єременко-молодший — Сем Пенті (він же Білий Лицар), художник і протагоніст фільму
- Володимир Зельдін — Меліот, король Перадора, високий повелитель Бергамора, Марралора і Парлота, володар Лансінгтона, шеф рекламного агентства
- Володимир Етуш — Мальгрім, магістр чорної і білої магії, племінник Марлаграма і головний антагоніст фільму
- Людмила Власова — Нінет, леді Мелісенти і фрейліна, вторинна антагоністка, що відкинули любов Лемісона, співробітниця рекламного агентства (вокал леді Нінет — Лариса Доліна)
- Олександр Годунов — Лемісон, придворний музикант / Боб Тейлор (озвучування — Олексій Золотницький, вокал — Яак Йоала)
- Любов Поліщук — міс Куїні, господиня «Вороного коня» (вокал — Жанна Рождественська)

## Цензура
Після виходу картина протягом семи років перебувала під забороною через те, що виконавець однієї з головних ролей, танцівник Великого театру Олександр Годунов попросив політичного притулку в США.